# Arturo Paoli
Arturo Paoli (Lucca, 30 novembre 1912 – Lucca, 13 luglio 2015) è stato un presbitero, religioso e missionario italiano, appartenente alla congregazione dei Piccoli Fratelli del Vangelo. È stato nominato il 13 Novembre 1999 Giusto tra le Nazioni per il suo impegno a favore degli ebrei perseguitati durante la seconda guerra mondiale.

## Biografia

### Vocazione e primo ministero sacerdotale
Nato a Lucca in Via Santa Lucia, vive la sua infanzia e la sua adolescenza nella città natale; frequenta poi la Facoltà di Lettere di Pisa, si laurea all'Università Cattolica di Milano nel 1936.
Ha maturato, intanto, la vocazione al sacerdozio; nel 1937 entra, già adulto, nel seminario di Lucca, la sua diocesi. Viene ordinato presbitero nel giugno 1940.
Il suo ministero sacerdotale non rimane confinato nel solo ambito religioso; negli anni della seconda guerra mondiale in cui è ordinato, ben presto parteciperà alla Resistenza, dal 1943 in poi; collabora anche attivamente nel sostegno agli ebrei in fuga dalla persecuzione nazifascista come referente principale a Lucca della rete clandestina DELASEM diretta in Toscana da Giorgio Nissim.

### Nel dopoguerra
Dopo la guerra, svolge il suo ministero a Lucca fino a quando, nel 1949, viene chiamato come viceassistente della Gioventù di Azione Cattolica presso la sede nazionale di Roma. Mons. Giovan Battista Montini (poi papa con il nome di Paolo VI), intuisce le grandi qualità intellettuali di Arturo Paoli; tuttavia, il suo servizio nell'Azione Cattolica Italiana si scontra con i metodi e l'ideologia dell'allora presidente nazionale Luigi Gedda, braccio destro dei tentativi di "normalizzazione" di un'associazione, disciolta negli anni del fascismo, che esprimeva una vivace attività anche di carattere politico. Nel 1954, assieme al gruppo dirigente allora in servizio, viene dimesso dall'incarico e nominato cappellano sulla nave Corrientes, per il trasporto degli emigranti in Argentina.

### Diventa Piccolo Fratello
L'incontro, sulla nave, con Jean Saphores, un Piccolo Fratello di Gesù che Arturo assisterà in punto di morte, lo spinge ad entrare nella giovane congregazione religiosa ispirata a Charles de Foucauld e fondata da René Voillaume poco tempo prima. Vive il periodo di noviziato a El Abiodh, in Algeria; qui, per un certo periodo, ritrova il suo vecchio amico Carlo Carretto, anch'egli passato dalla dirigenza dell'ACI alla vita religiosa nel deserto del Sahara.
Dopo la professione religiosa, vive ad Orano dove, negli anni della lotta di liberazione algerina, lavora come magazziniere in un deposito del porto, secondo lo stile di vita della Fraternità. Nel 1957 rientra in Italia, ove a Bindua, in Sardegna, avvia una nuova Fraternità in solidarietà con i lavoratori della miniera di piombo e zinco di Monte Agruxau; il suo rientro in Italia, tuttavia, non viene ben visto dalle autorità vaticane, che temono una radicalizzazione della sua critica ai compromessi tra potere civile ed ecclesiastico.

### Sud America

#### L'esperienza Argentina
Si trasferisce in Argentina, a Fortín Olmos, tra i boscaioli che lavorano per una compagnia inglese del legname. Quando la compagnia abbandona il territorio lasciando senza lavoro la manovalanza locale, Arturo organizza una cooperativa per permettere ai boscaioli di continuare a vivere sul posto; è uno dei primi scontri con le autorità politiche ed economiche del luogo. Nel 1969 viene scelto come superiore regionale della comunità latinoamericana dei Piccoli Fratelli e si trasferisce vicino a Buenos Aires. Qui, nel clima fervoroso del post-Concilio, a contatto con i novizi della fraternità inseriti in un quartiere popolare, comincia a delineare una personale teologia comprometida, preludio dell'adesione alla teologia della Liberazione. Nel 1971 si trasferisce a Suriyaco, (diocesi di La Rioja), una zona poverissima dove Arturo, oltre a proseguire la formazione dei novizi, inizia il suo sodalizio con il vescovo Enrique Angelelli, la voce più profetica della Chiesa argentina negli anni della dittatura militare. Angelelli, di cui diventa consigliere teologico, morirà tragicamente nel 1976 in uno strano incidente stradale che ancora oggi rimane avvolto nel dubbio, vista l'assenza di un'inchiesta che facesse luce su quello che molti pensano sia stato un assassinio.
In Argentina, il clima politico dell'epoca peronista colpisce anche Arturo: accusato di essere un trafficante d'armi con il Cile (governato in quegli anni da Salvador Allende, destituito nel 1973 dal golpe di Pinochet), viene inserito in una lista di persone da eliminare, su un manifesto affisso lungo tutte le strade di Santiago.

#### Venezuela e Brasile
Arturo in questo momento si trova in Venezuela, responsabile dell'area latinoamericana dell'istituto: avvertito da amici di non rientrare in Argentina perché ricercato, vi tornerà solo nel 1985; ha conservato così la vita, mentre cinque dei suoi confratelli, in Argentina, figurano tra i desaparecidos.
In Venezuela, si stabilisce prima a Monte Carmelo, poi alla periferia di Caracas; al lavoro di formazione e all'animazione ecclesiale e politica, unisce una crescente attività saggistica.
Successivamente, con l'allentarsi della dittatura militare in Brasile, si trasferisce dal 1983 a Sao Leopoldo, dove si occupa dei problemi legati alle donne, soprattutto prostitute. Nel 1987 si trasferisce, su richiesta del vescovo locale, a Foz do Iguaçu, nel barrio di Boa Esperança, dove costituisce una comunità, che sarà poi sostenuta dall'Associazione Fraternità e Alleanza, un ente di solidarietà con cui dare dignità alla popolazione emarginata; nel 2000, all'Associazione si unisce la Fondazione Charles de Foucauld, rivolta in maniera specifica ai giovani poveri del barrio.

### In Italia
Dagli anni '80 e '90, rientra periodicamente in Italia, dove risiede a Spello, presso la sede dei Piccoli Fratelli, e in giro per il paese, con una grande attività di conferenziere su tematiche di spiritualità e di politica.
Da dicembre 2006 è tornato nell'amata città natia, Lucca, ove risiede in una casa sulle colline. L'arcivescovo di Lucca, Mons. Italo Castellani, gli ha concesso, infatti, l'abitazione attigua alla chiesa di S. Martino in Vignale per creare una residenza aperta a gruppi e a singoli che vogliano sperimentare un cammino di discernimento personale.
Il 3 dicembre 2011 viene inaugurato, in sua presenza, il "fondo documentazione Arturo Paoli", una raccolta di immagini, video, scritti a testimonianze della lunga vita che il sacerdote ha dedicato al prossimo. Il fondo ha sede nella Fondazione Banca del Monte di Lucca in piazza San Martino a Lucca.
Nel 2013 entra a far parte dell'Associazione Cattolici Vegetariani, di cui diviene il socio più anziano.

## Onorificenze
La pubblicazione nel 2005 del diario di Giorgio Nissim, Memorie di un ebreo toscano (1938-1948) (Carocci: Roma 2005), rivelerà che l'episodio è parte di una ben più ampia azione clandestina svolta in quegli anni dal sacerdote come principale referente della DELASEM a Lucca, azione che ha contribuito al salvataggio di oltre 800 persone in Toscana. Il 26 gennaio 2008 il Tg3 Agenda del Mondo trasmette sull'argomento un'ampia intervista a don Arturo Paoli nel documentario: “Giorgio Nissim: un eroe semplice”, di Vera Paggi.
Il 25 aprile 2006, ha ricevuto la Medaglia d'oro al valor civile per le mani del Presidente della Repubblica Carlo Azeglio Ciampi.
La motivazione del riconoscimento, andato a don Paoli e ad altri tre sacerdoti lucchesi (don Renzo Tambellini, e gli scomparsi don Guido Staderini e don Sirio Niccolai), è nell'impegno profuso nel salvare la vita ai perseguitati dai nazifascisti, in particolare ebrei.

### Riconoscimenti
A Lucca nel 1995 il sindaco Giulio Lazzarini gli consegna il Diploma di partigiano. Rifiuta, invece, la medaglia d'oro che annualmente la Camera di Commercio assegna ai lucchesi che hanno onorato la città nel mondo, in nome della solidarietà con gli oppressi del Sud del pianeta, e in contestazione con l'economia neoliberista che è alla base di tale sfruttamento.
Nel 1999 a Brasilia riceve, dall'ambasciatore di Israele, il titolo di 'Giusto tra le nazioni', per aver salvato nel 1944 a Lucca la vita di Zvi Yacov Gerstel e di sua moglie. Il nome di Arturo, "salvatore non solo della vita di una persona, ma anche della dignità dell'umanità intera", sarà inciso nel Muro d'Onore dei Giusti a Yad Vashem.
Il suo sessantesimo anniversario come sacerdote viene festeggiato ufficialmente il 9 febbraio 2000, a Firenze, su iniziativa del presidente della Regione Toscana Vannino Chiti, alla presenza del cardinale di Firenze Silvano Piovanelli e del rabbino di Firenze Yoseph Levi.

Nell'agosto 2006 ha ricevuto a Gemona del Friuli il Gamajun international award.
Nel 2007 gli è stato conferito il premio internazionale "Viareggio-Versilia".
Ha scritto regolarmente per la rivista Rocca. Suoi contributi possono essere anche letti sulla rivista Ore Undici.

### Libri di Arturo Paoli
La produzione di Arturo Paoli è vastissima. Tra i testi principali raccolti in volume:
- Dialogo della liberazione, Morcelliana, Brescia (1969)
- Gesù amore, Edizioni Borla, Roma (1970)
- Cercando libertà. Castità obbedienza povertà, Gribaudi, Torino (1980)
- Tentando fraternità. Confronti-scontri con il Vangelo, Gribaudi, Torino (1981)
- Le palme cantano speranza. Lettere d'America Latina, Morcelliana, Brescia (1984)
- Facendo verità, Gribaudi, Torino (1984)
- Ricerca di una spiritualità per l'uomo d'oggi, Cittadella, Assisi (PG) (1984)
- Progetto Gesù: una società fraterna, Cittadella, Assisi (PG) (1985)
- Testimoni della speranza, Morcelliana, Brescia (1989)
- Il silenzio, pienezza della parola, Cittadella, Assisi (PG) (1994)
- Camminando s'apre cammino, Cittadella, Assisi (PG) (1994)
- Il sacerdote e la donna. Marsilio, Roma (1996)
- Un incontro difficile, Cittadella, Assisi (PG) (2001)
- Quel che muore quel che nasce, Sperling & Kupfer, Milano (2001)
- Della mistica discorde. L'impegno come contemplazione, La Meridiana, Molfetta (BA) (2002)
- La gioia di essere liberi, Messaggero, Padova (2002)
- Prendete e mangiate, La Meridiana, Molfetta (BA) (2005)
- Qui la meta è partire, La Meridiana, Molfetta (BA) (2005)
- La forza della leggerezza, a cura di Massimo Orlandi, Fraternità di Romena, Arezzo (2007)
- Svegliate Dio!, a cura di Dino Biggio, Edizioni La Collina, Serdiana (CA) (2007)
- Il cuore del Regno, Dissensi Edizioni, Viareggio (2009)
- Dio nella trasparenza dei poveri, Arturo Paoli e Dino Biggio, Ed. La Collina, Serdiana (CA) (2011)
- La rinascita dell'Italia. Messaggio ai giovani, Arturo Paoli, Maria Pacini Fazzi Editore, Lucca (2012)
- Mi formavi nel silenzio - Costruttori di gioia, Arturo Paoli e Dino Biggio, Paoline Editoriale Libri, Milano (2012)
- La pazienza del nulla, Arturo Paoli, Prefazione di Luigi Zoja, Chiarelettere, Milano (2012)
- Gridare il Vangelo con tutta la propria vita, a cura di Dino Biggio, Ed. La Collina, Serdiana (CA) (2015)
- Amorizzare il mondo, Cittadella, 2015

### Libri su Arturo Paoli
- Silvia Pettiti, Arturo Paoli. «Ne valeva la pena», Edizioni San Paolo, 2010
- Giorgio Nissim, Memorie di un ebreo toscano (1938-1948), Carocci, Roma, 2005
- Sergio Soave (a cura di)  Profeta in Vaticano. Arturo Paoli e la gioventù cattolica italiana (1950-1954), Ed. Dehoniane, Bologna, 2016